# Perpendicularité
Ne doit pas être confondu avec orthogonalité.
La perpendicularité (du latin per-pendiculum, « fil à plomb ») est le caractère de deux entités géométriques qui se coupent à angle droit. La perpendicularité est une propriété importante en géométrie et en  trigonométrie, branche des mathématiques fondée sur les triangles rectangles, dotés de propriétés particulières grâce à leurs deux segments perpendiculaires.
En géométrie plane, deux droites sont perpendiculaires quand elles se coupent en formant un angle droit. La notion de perpendicularité s'étend à l'espace pour des droites ou des plans.
Les notions d'orthogonalité et de perpendicularité, quoique voisines, possèdent leurs spécificités propres et ne doivent pas être confondues.

## En géométrie plane

### Généralité
En géométrie euclidienne plane, deux droites non parallèles sont toujours sécantes. Lorsqu'elles se coupent en formant un angle droit (i.e. quatre angles droits), elles sont dites perpendiculaires. Les directions des droites étant orthogonales, les droites sont dites aussi orthogonales. En revanche, deux segments peuvent avoir des directions orthogonales sans pour autant se couper. Ce n'est que si les segments se coupent en angle droit qu'ils seront dits perpendiculaires.
Dans le plan, par un point donné, ne passe qu'une seule droite perpendiculaire à une droite donnée.

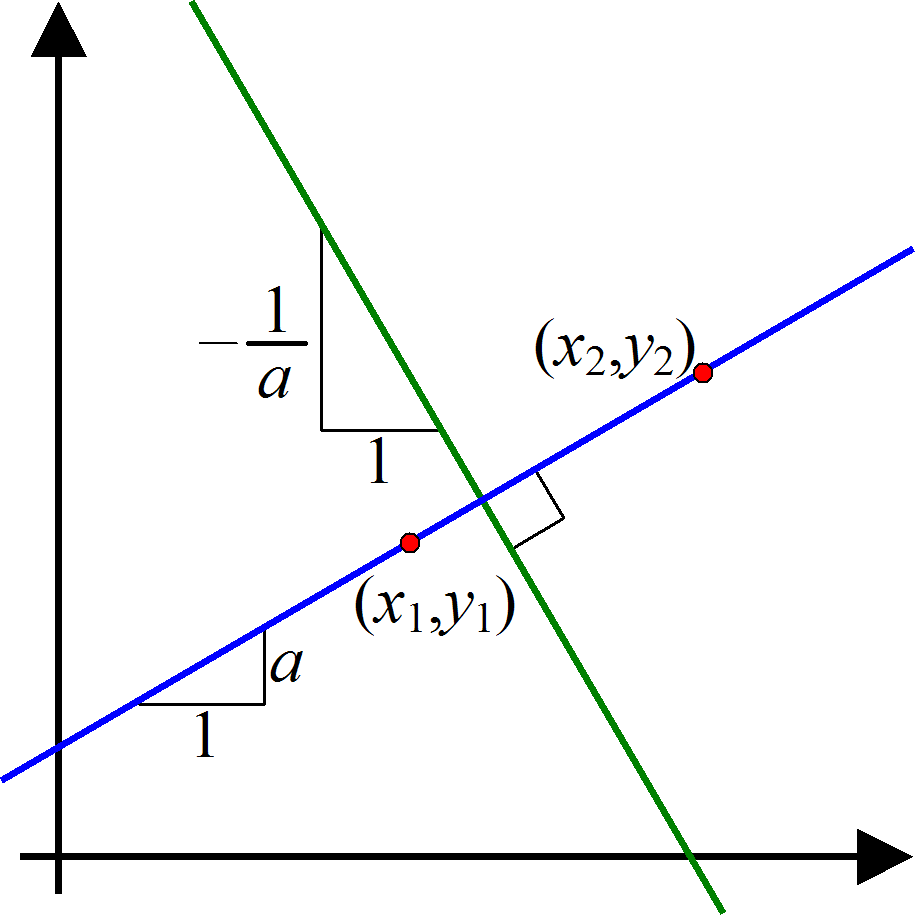
Droites perpendiculaires : le produit de leur pente (ou taux de variation) est égal à -1.

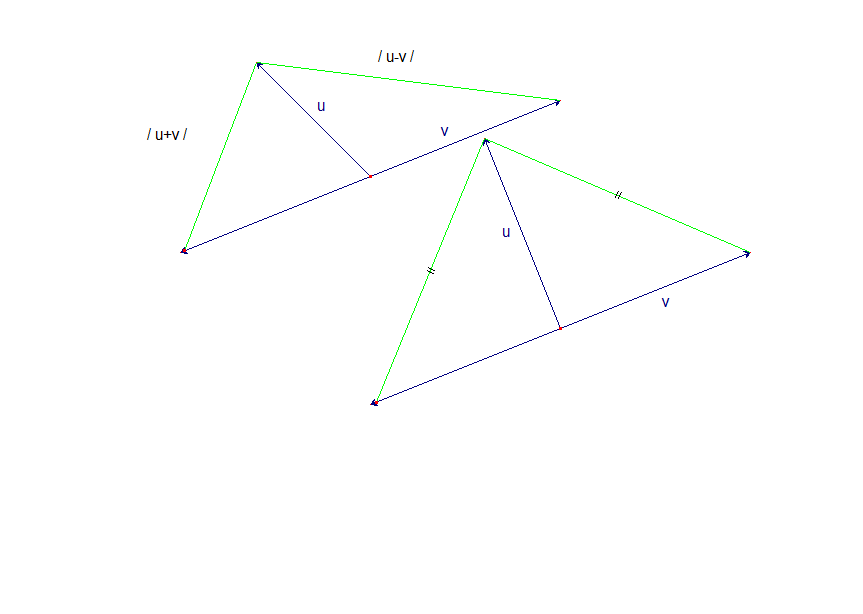
la condition /u+v/=/u-v/ correspond à: u et v sont perpendiculaires

Dans le plan, les notions de droites perpendiculaires et parallèles sont liées par les propriétés suivantes :
- Si deux droites sont perpendiculaires, toute droite parallèle à l'une est perpendiculaire à l'autre.
- Si deux droites sont parallèles, toute droite perpendiculaire à l'une est perpendiculaire à l'autre.
- Si deux droites sont perpendiculaires à une même droite alors elles sont parallèles entre elles.

Si le plan est muni d'un repère orthonormal [on peut, supposant acquis le théorème de Pythagore, via la condition évoquée ci-contre dans l'illustration, retrouver la condition classique (ac+bd=0) pour que deux Vecteurs u(a,b) et v(c,d) soient perpendiculaires (on dit aussi orthogonaux)], et si les droites sont définies par les équations {\displaystyle y=ax+b} et {\displaystyle y=a'x+b'}, les droites sont perpendiculaires si et seulement si le produit de leurs coefficients directeurs aa' est égal à -1.
Si le plan est muni d'un repère orthonormal et si les droites sont définies par les équations {\displaystyle ax+by+c=0} et {\displaystyle a'x+b'y+c'=0}, les droites sont perpendiculaires si et seulement si {\displaystyle aa'+bb'=0}.
On note la perpendicularité avec le symbole {\displaystyle \perp }; ainsi, {\displaystyle [PQ]\perp [AB]} indique que le segment [PQ] est perpendiculaire au segment [AB].

### Construction
Données : une droite (AB), un point P.
Objectif : construire la perpendiculaire à (AB) passant par P.
- Première méthode : avec l'équerre

1. Placez l'équerre de façon que les deux côtés de l'angle droit soit sur (AB) et P.
2. Tracez la droite correspondant au côté de l'équerre qui passe par P.
3. Prolongez cette droite.
- Deuxième méthode : méthode euclidienne générale

La droite (PQ) en bleu est perpendiculaire a la droite (AB)

1. Tracez un cercle de centre P suffisamment grand pour couper (AB) en 2 points, A' et B' (le rayon doit être supérieur à la distance entre le point P et la droite (AB)).
2. Tracez le cercle de centre A' et de rayon PA'.
3. Tracez le cercle de centre B' et de rayon PB'. Ces deux cercles se coupent en Q.
4. Tracez la droite (PQ)
L'idée de cette construction est d'utilisé le fait que la médiatrice d'un segment est perpendiculaire à ce segment.
La première étape permet de trouver deux point A' et B' tel que la médiatrice de [A'B'] passe par P.
Le reste constitue la création de la médiatrice de [A'B'].
- Troisième méthode : méthode euclidienne optimisée.

Cette méthode permet de tracer la perpendiculaire en utilisant le moins de construction euclidienne élémentaires (liée directement aux axiomes de la géométrie euclidienne, c'est-à-dire droite passant par 2 points donnés et cercle de centre et rayon donnés).
Cette méthode différencie deux cas : le cas où P appartient à la droite (AB) et le cas où P n'appartient pas à la droite (AB).
Cas où P n'appartient pas à (AB) :
1. Tracez le cercle de centre A et de rayon AP.
2. Tracez le cercle de centre B et de rayon BP. Ces deux cercles se coupent en 2 points, P et Q.
3. Tracez la droite (PQ).
Cette méthode s'appuie aussi sur le fait que la médiatrice d'un segment est perpendiculaire à ce segment, mais ici on cherche a faire de (AB) la médiatrice d'un segment donc P est l'une des deux extrémité. Cela revient donc à trouver le symétrique de P par la droite (AB). Ici le symétrique de P par la droite (AB) est Q.
Cas où P appartient à (AB) :
1. Choisissez un point M quelconque (pas sur (AB)) et tracez le cercle de centre M et de rayon MP. Ce cercle coupe (AB) en 2 points, P et R.
2. Tracez la droite (MR). Cette droite coupe le cercle en 2 points, R et Q.
3. Tracez la droite (QP).
Cette méthode se base sur le fait qu'un triangle inscrit dans un demi-cercle est toujours rectangle. Donc le triangle PQR inscrit dans un demi-cercle de diamètre [QR] est un triangle rectangle en P, on a donc bien (QP) qui est perpendiculaire à (RP) qui est une droite confondue avec (AB)).
Dans les deux cas, la troisième méthode permet de faire une perpendiculaire en 3 constructions euclidiennes élémentaires alors que la méthode générale en demande 4.

## Dans l'espace de dimension 3

### Droites perpendiculaires
Deux droites de l'espace sont perpendiculaires si et seulement si elles se coupent en formant un angle droit. Dans l'espace, des droites, non parallèles, peuvent ne pas se couper. Si une des droites est parallèle à une droite perpendiculaire à l'autre alors les deux droites sont dites orthogonales. Elles ne seront dites perpendiculaires que si elles sont sécantes.
Dans l'espace, si une droite est donnée et si un point non situé sur la droite est donné, il n'existe qu'une seule droite passant par le point donné et perpendiculaire à la droite donnée. Si le point est situé sur la droite, il existe une infinité de droites passant par ce point et perpendiculaire à la droite donnée.
Dans l'espace, les notions de parallèles et de perpendiculaires ne sont plus aussi liées.
- Si deux droites sont perpendiculaires, toute droite parallèle à l'une est seulement orthogonale à l'autre. Elle ne sera perpendiculaire à l'autre que si elle la coupe.
- Si deux droites sont parallèles, toute droite perpendiculaire à l'une est seulement orthogonale à l'autre. Elle ne sera perpendiculaire à l'autre que si elle la coupe
- Deux droites peuvent être perpendiculaires à une même droite sans pour autant être parallèles, il suffit par exemple de prendre les trois droites supportant les arêtes du coin d'un cube.

### Droite perpendiculaire à un plan
Dans l'espace, si une droite n'est pas parallèle à un plan, elle coupe toujours ce plan. Si la droite est perpendiculaire à deux droites sécantes du plan, on dira que la droite est perpendiculaire au plan. La droite sera alors orthogonale à toutes les droites du plan. Cette propriété s'appelle parfois théorème de la porte car elle explique pourquoi une porte peut tourner sur ses gonds si son axe de rotation est bien perpendiculaire au plancher. 
Dans l'espace, par un point donné ne passe qu'une seule droite perpendiculaire à un plan donné et qu'un seul plan perpendiculaire à une droite donnée.
On retrouve alors des relations plus intéressantes sur perpendiculaires et parallèles :
- Si une droite est perpendiculaire à un plan, toute droite parallèle à la première est aussi perpendiculaire au plan, tout plan parallèle au premier plan est aussi perpendiculaire à la droite
- Si deux droites sont parallèles, tout plan perpendiculaire à l'une est perpendiculaire à l'autre. Si deux plans sont parallèles, toute droite perpendiculaire à l'un est perpendiculaire à l'autre.
- Si deux plans sont perpendiculaires à une même droite alors ils sont parallèles. De même, si deux droites sont perpendiculaires à un même plan alors elles sont parallèles.

La direction perpendiculaire à une surface en un point est souvent appelée la direction normale à la surface, ou encore orthogonale.

### Plans perpendiculaires
La notion de plans perpendiculaires, bien qu'intuitive, est très dangereuse car elle ne possède pratiquement aucune propriété.
Pour comprendre la notion de plans perpendiculaires, il faut revenir à la définition première de perpendiculum (fil à plomb) et à la notion de plan vertical et plan horizontal. Un plan horizontal est un plan perpendiculaire à la direction du fil à plomb. Un plan vertical est un plan contenant la direction du fil à plomb. Un plan vertical est dit alors perpendiculaire au plan horizontal.
De cette notion première naît la définition suivante :  Un  plan est perpendiculaire à un autre, s'il contient une droite perpendiculaire au second plan. On démontre que cette relation est symétrique.
Il n'existe pas de notion de plans orthogonaux en dimension 3. Deux plans seraient orthogonaux si toute direction du premier plan était orthogonale à toute direction du second plan, ce qui est matériellement impossible.
Il faut se méfier de la notion de plans perpendiculaires. Par exemple :
- deux plans perpendiculaires peuvent contenir des droites parallèles
- deux plans perpendiculaires à un troisième ne sont pas forcément parallèles (voir les faces du cube).

Il reste cependant quelques propriétés
- Si deux plans sont perpendiculaires, un plan parallèle à l'un est perpendiculaire à l'autre
- Si deux plans sont parallèles, un plan perpendiculaire à l'un est perpendiculaire à l'autre.

## Notion générale de sous-espaces perpendiculaires en dimension finie quelconque
Dans un espace euclidien, deux sous-espaces vectoriels {\displaystyle F_{1}}  et {\displaystyle F_{2}} sont dits orthogonaux quand tout vecteur de l'un est orthogonal à tout vecteur de l'autre, c'est-à-dire quand {\displaystyle F_{1}\subset F_{2}^{\bot }} (qui équivaut encore à {\displaystyle F_{2}\subset F_{1}^{\bot }}). Ils sont alors automatiquement en somme directe : {\displaystyle F_{1}\cap F_{2}=\{0\}}. Ainsi deux plans de l'espace euclidien de dimension 3 ne peuvent être orthogonaux, en vertu de la formule de Grassmann.
Deux sous-espaces vectoriels  {\displaystyle F_{1}}  et {\displaystyle F_{2}}  sont dits perpendiculaires quand ce sont leurs supplémentaires orthogonaux qui sont orthogonaux, c'est-à-dire quand {\displaystyle F_{1}^{\bot }\subset F_{2}} (qui équivaut encore à {\displaystyle F_{2}^{\bot }\subset F_{1}}). Ainsi deux plans vectoriels de l'espace de dimension 3 sont perpendiculaires quand leurs droites normales sont orthogonales.
La notion de perpendicularité s'étend aux sous-espaces affines d'un espace euclidien : deux sous-espaces affines non vides {\displaystyle {\mathcal {F}}_{1}}  et {\displaystyle {\mathcal {F}}_{2}}  sont dits perpendiculaires quand leurs directions (qui sont des sous-espaces vectoriels) le sont. On montre alors que  {\displaystyle {\mathcal {F}}_{1}\cap {\mathcal {F}}_{2}\neq \emptyset }.
En dimension 3, deux droites affines ne seraient, selon cette définition, jamais perpendiculaires. Aussi l'adapte-t-on comme suit pour justifier l'usage en géométrie classique : deux droites affines sécantes {\displaystyle {\mathcal {D}}_{1}} et {\displaystyle {\mathcal {D}}_{1}}  seront dites perpendiculaires quand elles le sont dans le plan {\displaystyle \langle {\mathcal {D}}_{1}\cup {\mathcal {D}}_{2}\rangle } d'elles engendrent. 